# سان برونو دي مونترافلي (كيبك)
سان برونو دي مونترافلي، كيبك (بالإنجليزية: Saint-Bruno-de-Montarville)‏ هي مدينة كندية تقع في مقاطعة كيبك. تبلغ مساحة هذه المدينة 43.275 (كم²)، ويبلغ عدد سكانها 24388 نسمة حسب إحصاء سنة 2006 م، بينما كان يسكنها 23843 نسمة في سنة 2001 م. تحتل هذه المدينة المرتبة رقم 159 بين مدن كندا حسب عدد السكان والمرتبة رقم 42 في المقاطعة. النمو سكاني في هذه المدينة يقدر بـ(2.3).

## وصلات خارجية
- الأطلس الحكومي لكندا
- إحصاءات كندا مع ساعة تعداد السكان